# 迪奧班德學派
迪奧班德学派，是一個19世紀中期開始的遜尼派伊斯蘭教復興運動，主要以印度、巴基斯坦、阿富汗、孟加拉国為中心，並有擴散到印度移民地區的跡象。
迪奧班迪運動發展為印度伊斯蘭學者對英國殖民主義的反應，发源于今印度北方邦的德奥班德，主張復興正統伊斯蘭教（以聖訓和古蘭經為根據）和反對帝國主義。在印度獨立運動時期，迪奧班迪主張團結印度教徒和穆斯林反對英國人。1919年，一大批迪奧班迪學者組成了印度伊斯蘭賢哲會，反對巴基斯坦運動。少數人加入了穆罕默德·阿里·真納的印度穆斯林聯盟。后来影响了阿富汗的圣战组织塔利班。

## 延伸阅读
- Lewis, B.; Pellat, Ch.; Schacht, J. (1991) [1st. pub. 1965]. Encyclopaedia of Islam (New Edition). Volume I (C-G). Leiden, Netherlands: Brill. p. 205. ISBN 9004070265.
- Yusuf, Aasia.  (doctoral论文). Aligarh Muslim University: 122–130. 2014  [2021-08-16]. （原始内容存档于2021-10-08） （英语）.
- Rasheed, Nighat.  (phd论文). Aligarh Muslim University: 267–282. 2007  [2021-08-16]. hdl:10603/52379. （原始内容存档于2021-10-08） （英语）.
- Zaman, Muhammad Qasim. . Princeton University Press. 2002. ISBN 0-691-09680-5.
- Moj, Muhammad, , Anthem Press, 2015  [2021-08-16], ISBN 978-1-78308-389-3, （原始内容存档于2022-04-07）
- The Beliefs of Darul Uloom Deoband Scholars  （页面存档备份，存于）
- Books on Deoband Scholars  （页面存档备份，存于）